# Zygmunt Noskowski

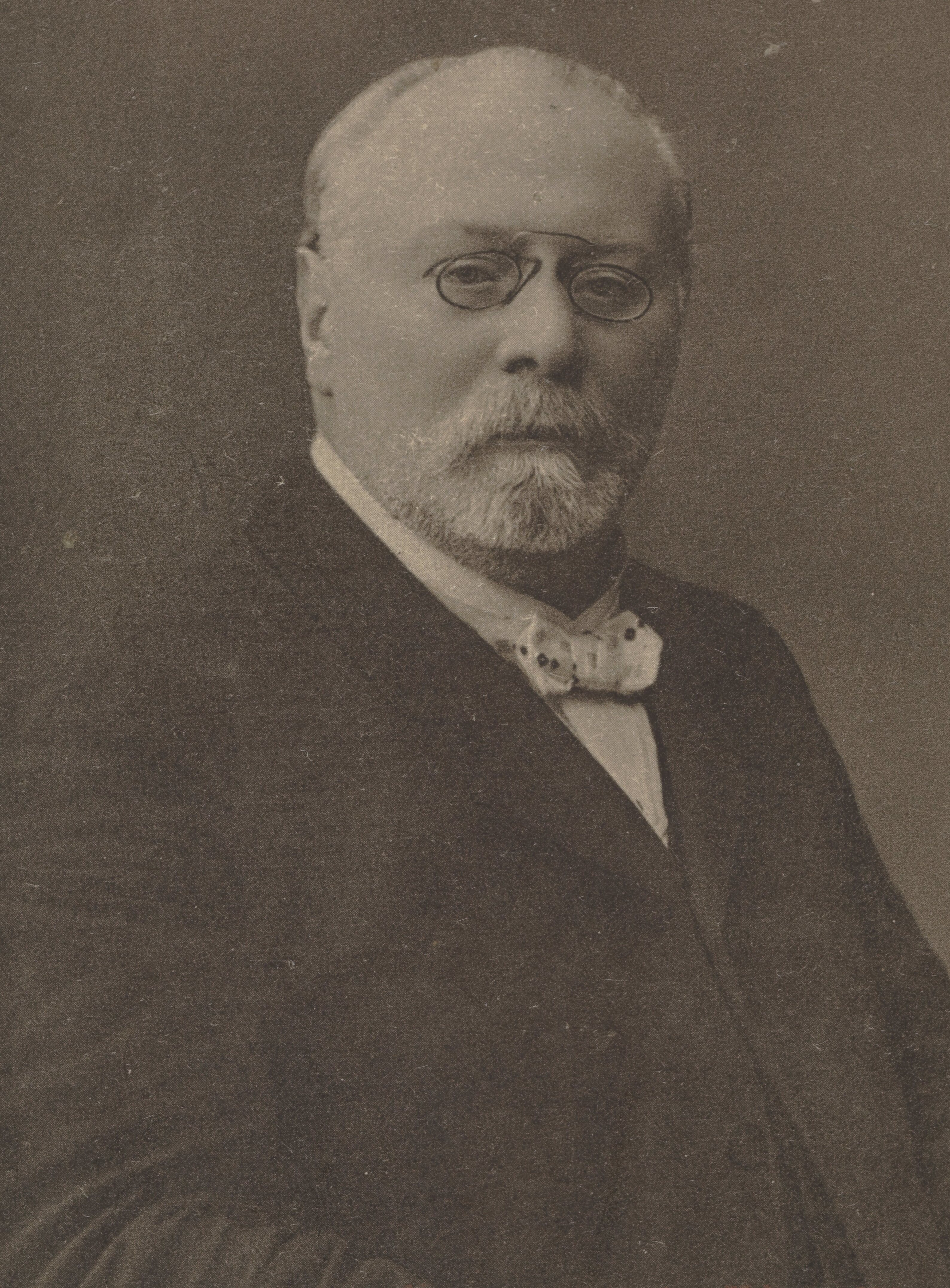
Zygmunt Noskowski

Zygmunt Noskowski (1846 — 1908) foi um músico e regente polonês, autor de óperas, peças para orquestra e canções infantis. Foi pupilo de Stanisław Moniuszko.